# Marina Weis
Marina Weis, auch Marina Weis-Burgaslieva (* 1967), ist eine deutsche Schauspielerin.

## Leben
Marina Weis wurde als Angehörige der deutschstämmigen Minderheit in der Sowjetunion in Karaganda, Kasachstan geboren. Andere Quellen geben Moskau als Geburtsort an. Mit dreizehn Jahren zog sie mit ihrer Familie nach Moskau. Dort studierte sie zunächst Malerei.
Nach ihrer Aufnahmeprüfung an der berühmten Stanislawski-Theaterakademie des Moskauer Künstlertheaters A. P. Tschechow absolvierte sie dort von 1987 bis 1991 ihre Schauspielausbildung. 1990 erhielt sie eine Einladung zum „Midsummer“ der British American Drama Academy in Oxford. Von 1991 bis 1992 hatte sie anschließend ihr erstes Festengagement am Moskauer Künstlertheater. Dort trat Weis unter anderem in Stücken von William Shakespeare, Carlo Goldoni, August Strindberg und Tennessee Williams auf.
Nach ihrer Ausreise nach Deutschland hatte Weis verschiedene Theaterengagements, unter anderem am Orphtheater in Berlin, wo sie in der Spielzeit 1995/96 in einer Bühnenfassung des Romans Verbrechen und Strafe auftrat. Ein weiteres Theaterengagement folgte 1996/97 am Badischen Staatstheater Karlsruhe. Dort spielte sie unter anderem in der Komödie Der Revisor und als junge Anwältin Irina Platt in der deutschsprachigen Erstaufführung des Theaterstücks Mühlen des Gesetzes von David Hare auf.
Weitere Engagements hatte sie in den folgenden Jahren am Berliner Arbeiter-Theater (1999), an der Volksbühne Berlin (2003, in Königsberg von Andrei Nekrasov), am Maxim-Gorki-Theater (2005–2006; in: Das weite Land und Zur schönen Aussicht 3 von Annette Reber) und bei der „Theaterkapelle Berlin“ (2008). 2018 gastierte sie an den Hamburger Kammerspielen als Heimärztin Dr. Petrova an der Seite von Till Demtrøder in einer Bühnenfassung von Florian David Fitz’ Drehbuch Vincent will Meer.
Weis stand seit 1998 zunächst in einigen Kurzfilmen und Hochschulfilmen vor der Kamera. Später kamen Kinofilme hinzu. In dem deutsch-amerikanischen Agententhriller Die Bourne Verschwörung (2004) spielte sie in der Rolle der Frau Neski die Frau eines ermordeten russischen Politikers. In dem Spielfilm Das Haus der schlafenden Schönen (2005) verkörperte sie das Hausmädchen.
Außerdem hatte sie verschiedene Fernsehrollen, meistens in Fernsehserien, so unter anderem in Kinderärztin Leah (1998), Der Clown (2000), Alphateam – Die Lebensretter im OP (2001) und SOKO Wismar (2004).
2004 war sie in der Tatort-Folge Mörderspiele in der Rolle der Olga Buykova zu sehen; sie spielte die vermeintlich tote Ehefrau eines zwielichtigen ukrainischen Geschäftsmannes. In dem ZDF-Fernsehfilm Lotta & die alten Eisen (2010) übernahm sie die Rolle der Krankenschwester Nadjeschda. 2010 stand sie für das ZDF für eine Episodenhauptrolle in der Kriminalreihe Rosa Roth, die im März 2012 erstausgestrahlt wurde, vor der Kamera.
Im Mai/Juni 2011 war sie in einer durchgehenden Nebenrolle in der ARD-Serie Rote Rosen (Folgen 1030–1062) zu sehen. Sie verkörperte die aus Lettland stammende Krankenschwester und Pflegerin Oksana Balodis, die sich um die auf einen Rollstuhl angewiesene Ehefrau des Staatsanwaltes Philip Stein kümmert und als heimliche Informantin für Nadine Dorn (Hanna Lütje), die Witwe des Geschäftsmanns Falk Landau (Guido Broscheit), arbeitet. In der 2. Staffel der Fernsehserie In aller Freundschaft – Die jungen Ärzte (2016) war sie in einer Episodenhauptrolle als Patientin mit einem gebrochenen Sprunggelenk, die ihre Ärzte auf Trab hält, zu sehen. In dem Fernsehfilm Wunschkinder (2017) spielte sie die Direktorin eines russischen Kinderheims in Petrosawodsk. In der 12. Staffel der ZDF-Serie Der Kriminalist (2017) spielte sie, an der Seite von Jürgen Tarrach, die aus Russland stammende Ehefrau einer ehemaligen Berliner „Kiez-Größe“. In der 7. Staffel der TV-Serie In aller Freundschaft – Die jungen Ärzte (2021) übernahm sie eine dramatische Episodenhauptrolle als an Porphyrie erkrankte russischstämmige Patientin Alina Petrowa. In Nord bei Nordwest – Natalja (2023), dem 20. Film aus der ARD-Kriminalfilmreihe Nord bei Nordwest, spielte sie die „zwielichtig-gestrenge“ russische Agentin Anna-Lena Kurkowa. In der 19. Staffel der ZDF-Serie Notruf Hafenkante (2024) war sie als tatverdächtige verarmte Fotojournalistin und Kundin einer Billstedter Hilfsorganisation zu sehen.
Weis lebt mit ihrer Tochter in Berlin.

## Filmografie (Auswahl)
- 1998: Kinderärztin Leah (Fernsehreihe)
- 2001: Der Clown: Stirb langsam (Fernsehserie, eine Folge)
- 2001: Alphateam – Die Lebensretter im OP (Fernsehserie)
- 2002: Die Hinterbänkler: Die Homestory (Fernsehserie, eine Folge)
- 2004: Tatort – Mörderspiele (Fernsehreihe)
- 2004: Die Bourne Verschwörung (The Bourne Supremacy) (Kinofilm)
- 2004: SOKO Wismar: Gefährliche Liebschaften (Fernsehserie, eine Folge)
- 2006: Das Haus der schlafenden Schönen (Kinofilm)
- 2006: Die Kinder der Flucht: Eine Liebe an der Oder (Fernseh-Dokuserie)
- 2008: Die Spielerin (Kurzfilm)
- 2010: Lotta & die alten Eisen (Fernsehreihe, Folge 1)
- 2011: Rote Rosen (Fernsehserie, durchgehender Nebencast als Oksana Balodis)
- 2012: Rosa Roth – Trauma (Fernsehreihe)
- 2012: Milchgeld. Ein Kluftingerkrimi (Fernsehreihe)
- 2012: Lotta & die großen Erwartungen (Fernsehreihe)
- 2016: In aller Freundschaft – Die jungen Ärzte: Glauben und Hoffen (Fernsehserie, eine Folge)
- 2017: Wunschkinder (Fernsehfilm)
- 2017: Der Kriminalist: Der verlorene Sohn (Fernsehserie, eine Folge)
- 2017: Die Unsichtbaren – Wir wollen leben (Kinofilm)
- 2017: Stralsund: Kein Weg zurück (Fernsehreihe)
- 2019: Stralsund: Schattenlinien (Fernsehreihe)
- 2019: Tage des letzten Schnees (Kinofilm)
- 2020: Bad Banks: Die Gewinner von heute (Fernsehserie, eine Folge)
- 2021: In aller Freundschaft – Die jungen Ärzte: Vergissmeinnicht (Fernsehserie, eine Folge)
- 2021: WIR: Feenstaub (Fernsehserie, eine Folge)
- 2022: Der Usedom-Krimi: Am Ende einer Reise (Fernsehreihe)
- 2023: Nord bei Nordwest – Natalja (Fernsehreihe)
- 2024: Notruf Hafenkante: Helfer in Not (Fernsehserie, eine Folge)

## Hörspiele
- 2015: David Zane Mairowitz: Inschallah, Marlov – Regie: Jörg Schlüter (Kriminalhörspiel – WDR)